# Nowohryhoriwka (rejon gorłowski)
Nowohryhoriwka (ukr. Новогригорівка) – wieś na Ukrainie, w obwodzie doneickim, w faktycznie niefunkcjonującym rejonie gorłowskim, od 2014 pod kontrolą marionetkowej, uzależnionej od Rosji Donieckiej Republiki Ludowej. W 2001 liczyła 475 mieszkańców, spośród których 416 wskazało jako ojczysty język ukraiński, 58 rosyjski, a 1 inny.